# Hahn (Renânia-Palatinado)
Hahn é um município da Alemanha localizado no distrito de Rhein-Hunsrück, estado da Renânia-Palatinado.
Pertence ao Verbandsgemeinde de Kirchberg.